# Tetragnatha caudicula
Tetragnatha caudicula là một loài nhện trong họ Tetragnathidae.
Loài này thuộc chi Tetragnatha. Tetragnatha caudicula được miêu tả năm 1879 bởi Karsch.